# Epos

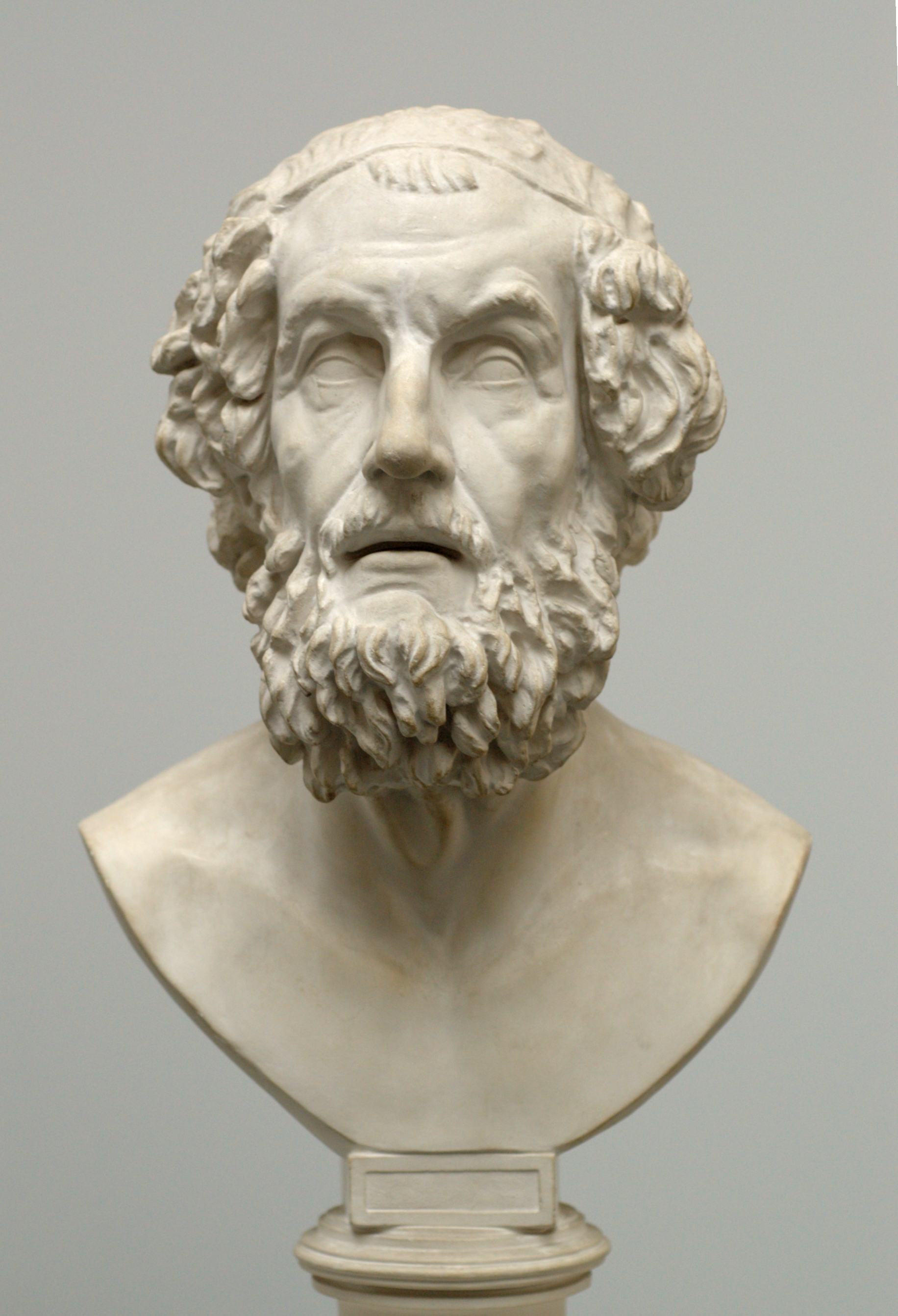
Homer, autor Iliady i Odysei, pionier eposu.

Epos (gr. έπος, epos „słowo”), także: ‘epopeja’, ‘poemat heroiczny’, czasem również ‘poemat epicki’ – jeden z głównych i najstarszych gatunków epiki. Tradycyjne eposy to dłuższe poematy narracyjne o specyficznej konstrukcji elementów świata przedstawionego, podporządkowanej funkcji parenetycznej i afirmującej etos społeczności, w której zostały napisane. Eposy charakteryzują również: typ bohatera (heros, początkowo król bądź rycerz, później także heros duchowy; postać programowo idealizowana), podniosły rejestr stylistyczny, koncepcja podmiotu twórczego (narracja trzecioosobowa) oraz tworzywo poetyckie (początkowo autorzy eposów sięgali najczęściej po zdarzenia mityczne bądź legendarne, do „czasu ojców”, później także po wydarzenia historyczne). Obejmuje utwory najczęściej poetyckie, np. Iliada, Odyseja, choć eposami (epopejami) nazywa się także powieści o rozmachu epickim, ukazujące dzieje życia legendarnych, częściowo lub całkiem historycznych bohaterów lub też opowieść o prapoczątkach jakiegoś narodu, a także omawia początki kultów religijnych. Często opowiadają nie tylko o postaciach ludzkich, ale też boskich, magicznych czy demonicznych (np. Ramajana). Najwcześniejsze eposy mają charakter zbioru opowieści mitycznych i wywodzą się często z czasów, w których grupa ich autorów nie znała pisma. Epos doby pisma wykształcił odmianę historyczną, ukazującą wydarzenia jeszcze nieprzebrzmiałe (np. poematy Samuela Twardowskiego, Transakcyja wojny chocimskiej Wacława Potockiego), a także biblijną, która za pomocą środków biblijnych przedstawia losy bohaterów Pisma św., zwłaszcza Chrystusa, ale też całą historię świętą (odmianę tę reprezentują np. Chrystiada Marca Girolama Vidy, Raj utracony Johna Miltona).
Prostszą, krótszą odmianą jest poemat epicki (np. Beowulf). Często głównym wątkiem eposu jest historia jednego rodu panującego (Pieśń o Nibelungach) lub dzieje życia jednego niezwykłego heroicznego bohatera (Odyseja), ale może on też przedstawiać opowieść o całym ludzie (Kalevala), o jego początkach (Eneida), także o jego bogach (Dzieje Dionizosa, Edda) i przodkach (eposy Hezjoda). Dawne eposy i poematy epickie przeznaczone były do recytowania lub do śpiewania, często zawierały elementy rytuałów i były używane w celach religijnych. Stanowiły też często zapis religii i mitologii danego ludu, jego wartości moralnych, obyczajowości i najstarszego języka.

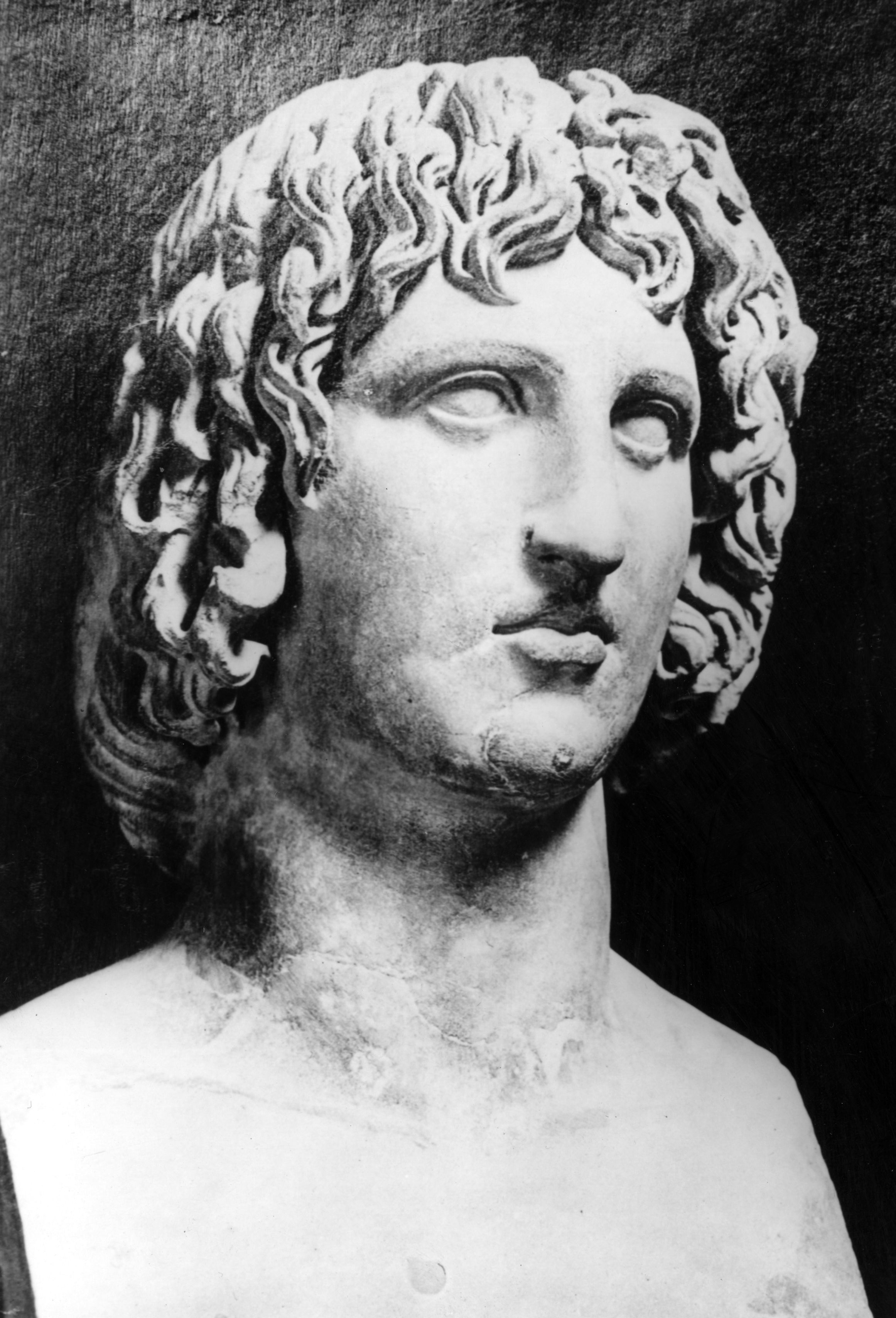
Wergiliusz, autor Eneidy

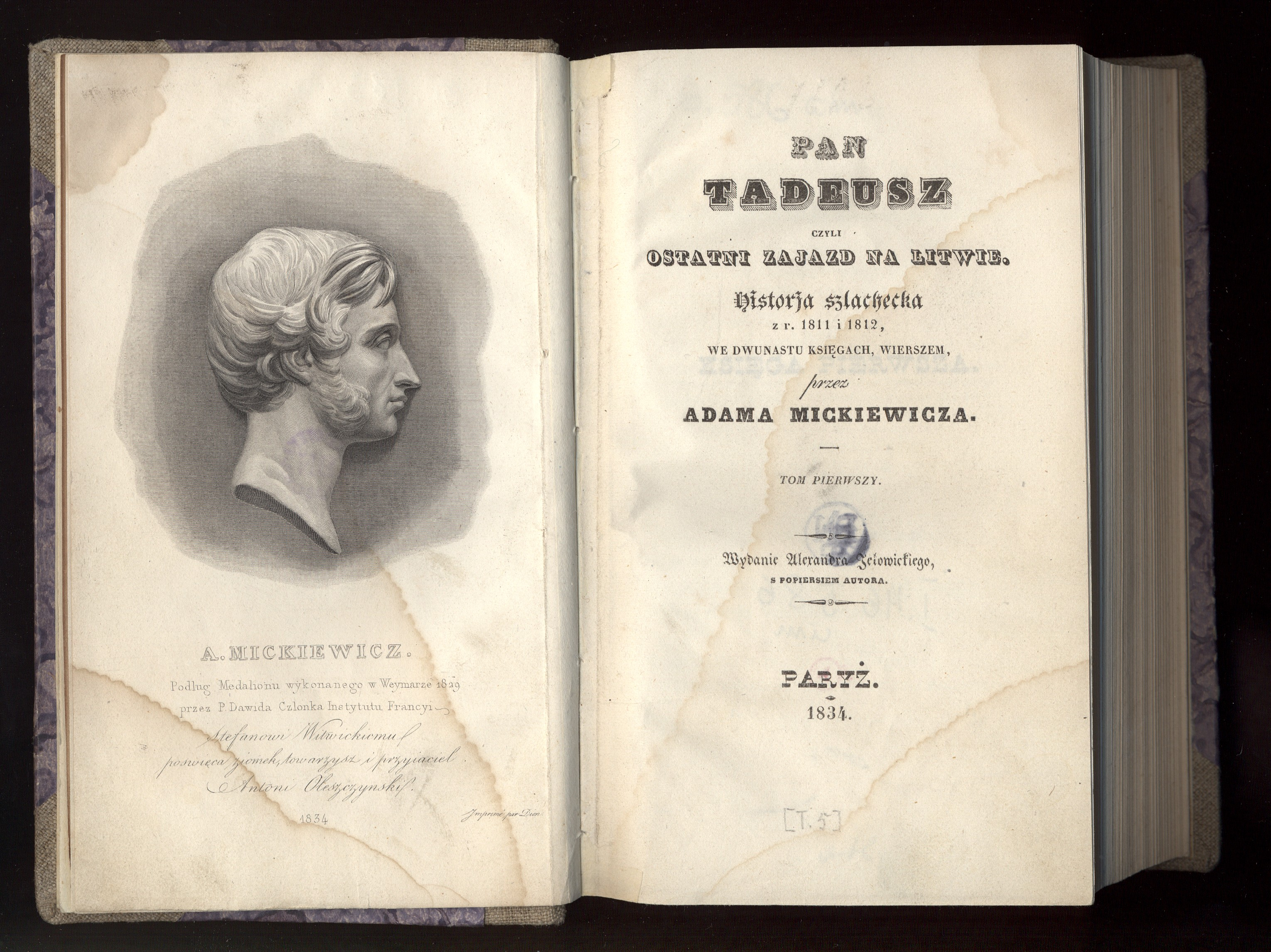
Wydanie Pana Tadeusza, polskiej epopeji narodowej

Za ostatnią „żywą epopeję” uważa się nawiązującą do początków buddyzmu tybetańskiego Epopeję o Królu Gesarze. Wśród Tybetańczyków i Mongołów znaleźć można około 140 pieśniarzy, którzy zajmują się tą balladą. Eposy powstałe w czasach późniejszych (począwszy od czasów rzymskich, ale i np. Raj utracony i Pan Tadeusz) są dziełami czysto literackimi, które nie wywodzą się bezpośrednio z ustnej tradycji epickiej.
Eposy były pisane przy użyciu różnych form wersyfikacyjnych. Eposy greckie oraz rzymskie były układane iloczasowym heksametrem daktylicznym, bez podziału na strofy i bez rymu. 
Arma virumque cano, Troiae qui primus ab oris
Italiam, fato profugus, Laviniaque venit
litora, multum ille et terris iactatus et alto
vi superum saevae memorem Iunonis ob iram;
multa quoque et bello passus, dum conderet urbem,
inferretque deos Latio, genus unde Latinum,
Albanique patres, atque altae moenia Romae. 
(Wergiliusz, Eneida. Księga pierwsza)
W krajach romańskich eposy pisano przeważnie oktawą (abababcc), a niekiedy tercyną (aba bcb cdc...). Oktawa była budulcem wielu renesansowych eposów włoskich, hiszpańskich i portugalskich. Przy jej użyciu tworzyli swoje najsławniejsze dzieła Luigi Pulci, Matteo Maria Boiardo, Ludovico Ariosto, Torquato Tasso, Lucrezia Marinella, Alonso de Ercilla y Zúñiga, Luís de Camões, Vasco Mouzinho de Quevedo, Francisco de Sá de Meneses i Gabriel Pereira de Castro. 
As armas e os barões assinalados,
Que da ocidental praia Lusitana,
Por mares nunca de antes navegados,
Passaram ainda além da Taprobana,
Em perigos e guerras esforçados,
Mais do que prometia a força humana,
E entre gente remota edificaram
Novo Reino, que tanto sublimaram;
(Luís Vaz de Camões, Os Lusíadas, Canto Primeiro)
W Anglii w roli tworzywa eposów stosowano albo wiersz biały (blank verse), albo siedmiowersową strofę królewską (ababbcc) i dziewięciowersową strofę spenserowską (ababbcbcc).
Heavy that slumber over all the land;
But terrible the wakening! for, behold!
While yet the sun shone brightly,--on the leaves,
Dew--steeped, and grasses, and the rippling streams,
A diamond sparkle flinging,--the clear air
Suddenly 'gan to thicken. Cloud was none,
Nor gentlest waft of wind, that from afar,
O'er sea, or desert, might that gloom have brought.
(Edwin Atherstone, Israel in Egypt, Book fourteenth)
W Polsce eposy pisze się przeważnie trzynastozgłoskowcem rymowanym parzyście. W ten sposób pisał między innymi Wacław Potocki. Tradycyjnie rymowanym trzynastozgłoskowcem tłumaczono także starożytny heksametr.

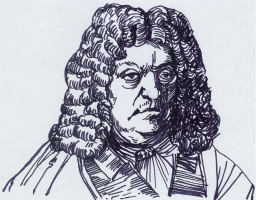
Wacław Potocki

Już we trzech częściach Turczyn rozpościera świata
Twardy tron, już ciężarem samym insze zgniata
Królestwa; już Azyja, już ma i Afryka,
Już ma na karku piękna Europa łyka;
Gdzie nad samym Bosforem ze wszytkich narodów
Zburzonych najsławniejszy opanował z grodów
Konstantynopol – niegdy twój, Paleologu!
Tam siedzi i samemu nie składając Bogu,
Do ostatniej złupiwszy okrąg świata miazgi,
Wszytkich za nic poczyta, wszytkich za drobiazgi.
(Wacław Potocki, Wojna chocimska)
Niekiedy eposy są pisane przy użyciu innych rodzajów wiersza. Serbowie stosują dziesięciozgłoskowiec, zaś fińska Kalevala została skomponowana zasadniczo ośmiozgłoskowcem. W epice staroangielskiej wykorzystywano nie rym, ale aliterację, która budowała wiersz aliteracyjny

## Znane eposy w literaturze światowej

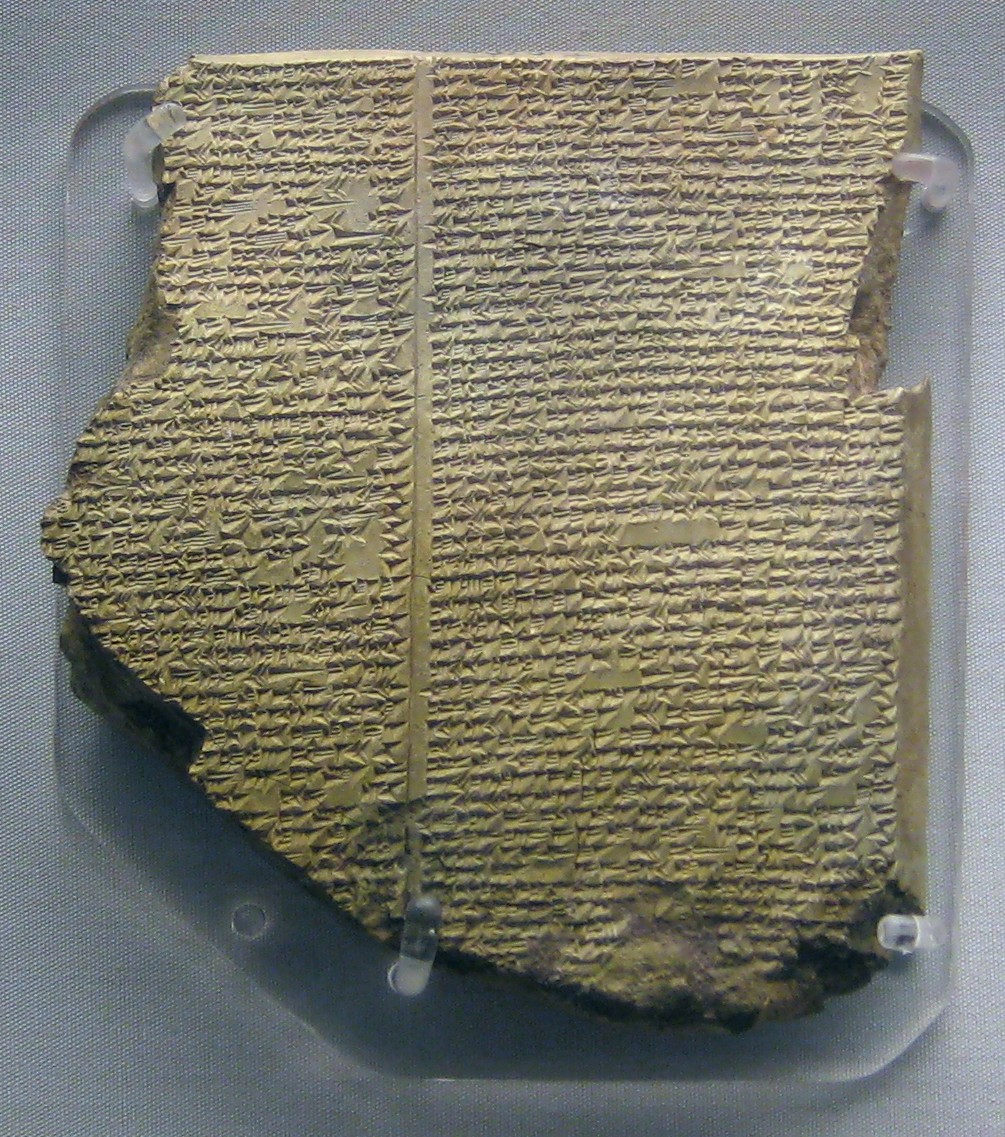
XI tabliczka Eposu o Gilgameszu z opisem potopu; zbiory British Museum

- Gilgamesz – literatura sumero-akadyjska – ok. XX wiek p.n.e.[3]

- Enuma elisz – literatura sumero-akadyjska[12]

- Ramajana – literatura sanskrycka – II wiek p.n.e. – II wiek n.e.[3]
- Mahabharata – literatura sanskrycka – IV wiek p.n.e. – IV wiek n.e.[3]
- Iliada – literatura grecka – VIII wiek p.n.e.[3]
- Odyseja – literatura grecka – VIII wiek p.n.e.[3]
- Theogonia – literatura grecka – Hezjod
- Prace i dnie – literatura grecka – Hezjod[13]
- Argonautica – Apolloniusz z Rodos – III wiek p.n.e.[14]
- Roczniki – literatura rzymska – Enniusz – II wiek p.n.e.[15]
- Eneida – literatura rzymska – Wergiliusz – I wiek p.n.e.[3]
- Farsalia – literatura rzymska – Lukan – I wiek[12]

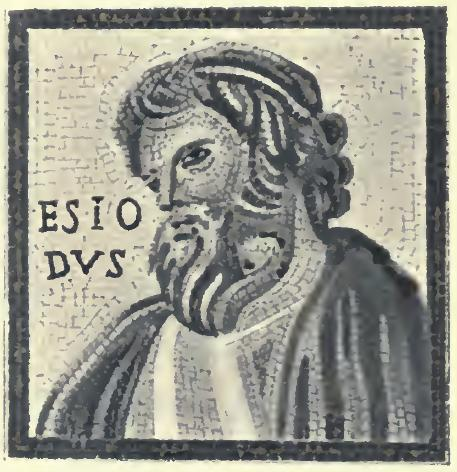
Hezjod

- Achilleida – literatura rzymska – Publiusz Papiniusz Stacjusz – I wiekHezjodTebaida – literatura rzymska – Publiusz Papiniusz Stacjusz – I wiek
- Punica (epos) – literatura rzymska – Silius Italicus – I wiek[16]
- Argonautica – literatura rzymska – Waleriusz Flakkus – I wiek
- Dzieje Dionizosa Nonnos z Panopolis[17]
- Epopeja o Królu Gesarze – tybetański epos – X/XI wiek
- Szahname (Księga królewska) – Ferdousi – literatura perska – X/XI wiek[3]
- Beowulf – literatura angielska – IX wiek[12]
- Widsith – literatura angielska
- Bazyli Digenis Akritas – literatura Bizancjum – XII wiek
- Dawid z Sasunu – literatura ormiańska
- Rycerz w tygrysiej skórze – Szota Rustaweli – literatura gruzińskaWydanie Eddy z 1818 roku
- Edda – XIII wiek
- Pieśń o Nibelungach – XIII wiek[18]

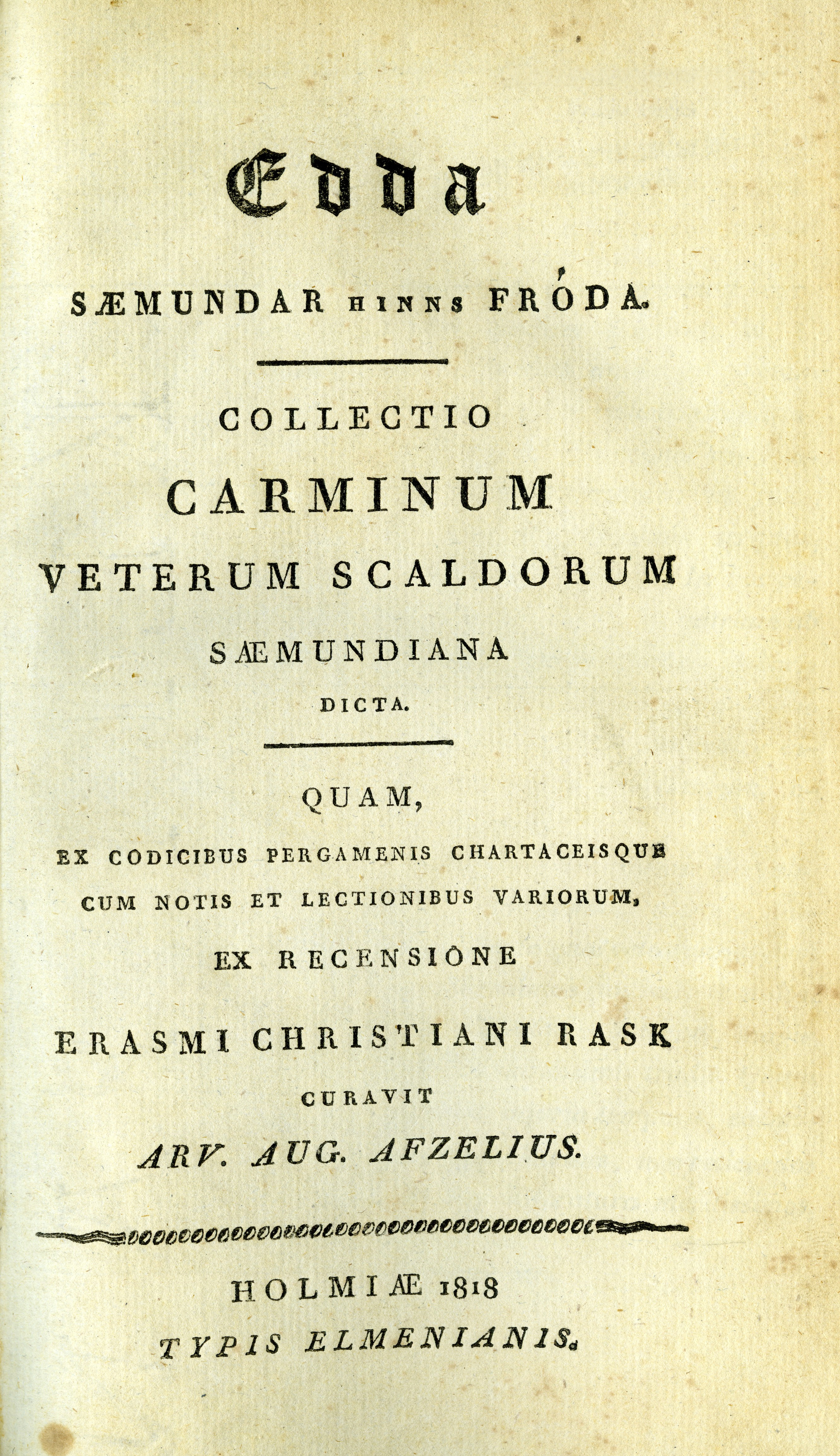
Wydanie Eddy z 1818 roku

- Bitwa na Kosowym Polu – literatura serbska
- Parsifal i Willehalm – Wolfram von Eschenbach – XII/XIII wiek[12]
- Kalevala – XIX wiek[19]
- Kalevipoeg – estoński epos wzorowany na Kalevali
- Życie i przygody Remusa – literatura kaszubska – XX wiek[20]
- Heimskringla
- Bitwa pod Maldon – literatura angielska
- Pieśń o Cydzie[12]
- Tain. Uprowadzenie stad z Coulange
- Mabinogion
- Cad Gaddeu (Bitwa drzew)[21]
- Saga rodu Wölsungów
- sagi islandzkie
- cykl feniański
- cykl ulsterski
- cykl arturiański
- Słowo o wyprawie Igora – literatura staroruska
- Oguz chan – literatura azerska
- Pieśń o Hildebrandzie[12]
- Hikayat Hang Tuah – malezyjski epos narodowy
- Epos o Manasie – Kirgistan
- Filostrato – Giovanni Boccaccio – XIV wiek
- Teseida – Giovanni Boccaccio – XIV wiek
- Morgante – Luigi Pulci – XV wiek[12]
- Roland zakochany – Matteo Maria Boiardo – XV wiek
- Jerozolima wyzwolona – Torquato Tasso – XVI wiek[3][22]
- Orland szalony – Ludovico Ariosto – XVI wiek[3][22]
- Luzjady – Luís de Camões – XVI wiek[22][12]
- Malakka zdobyta – Francisco de Sá de Meneses – XVII wiek[23]
- La Argentina – Martín del Barco Centenera – XVII wiek[24]
- Afonso Africano – Vasco Mouzinho de Quevedo – XVII wiek[25]
- Viriato Trágico – Brás Garcia de Mascarenhas – 1699
- Caramuru – Santa Rita Durão – brazylijski epos bohaterski – XVIII wiek[26]
- Araukana – Alonso de Ercilla y Zúñiga -XVI wiek
- Koroğlu – literatura azerska
- Osman – Ivan Gundulić – XVII wiek
- L'Enrico – Lucrezia Marinella – 1635
- Wojna chocimska – Wacław Potocki – XVII wiek[3]
- Raj utracony – John Milton – XVII wiek[27]
- Raj odzyskany – John Milton – XVII wiek[27]
- Królowa wieszczek (albo Królowa elfów) – Edmund Spenser – XVI wiek[12]
- Jagiellonida – Dyzma Bończa-Tomaszewski – XIX wiek[28]
- Pan Tadeusz – Adam Mickiewicz – XIX wiek[3]
- Chrzest nad Sawicą – literatura słoweńska – France Prešeren – XIX wiek
- Mateusz z Trenczyna – literatura słowacka – Ľudovít Štúr – XIX wiek
- Nordens Guder (Bogowie północy) – literatura duńska – Adam Gottlob Oehlenschläger – XIX wiek[29][30]
- Pan Balcer w Brazylii – Maria Konopnicka – XX wiek
- Król Alfred – John Fitchett – XIX wiek[31]
- Upadek Niniwy (epos) – Edwin Atherstone – XIX wiek
- Izrael w Egipcie' – Edwin Atherstone – XIX wiek
- Evangeline i Pieśń o Hajawacie – Henry Wadsworth Longfellow – XIX wiek
- Powieść o Udałym Walgierzu – Stefan Żeromski (na podstawie powieści średniowiecznej)
- John Brown’s Body – Stephen Vincent Benét – XX wiek
- Aniara – Harry Martinson – XX wiek